# أنورا سيناناياكي
أنورا سيناناياكي (توفي في 26 فبراير 2021) كان ضابط شرطة ومغني من سريلانكا. شغل منصب نائب المفتش العام.

## الحياة المهنية
انضم أنورا إلى شرطة سريلانكا كمفتش ثانوي في عام 1973. تمت ترقيته أيضًا كمفتش في عام 1981. وأصبح كبير المفتشين في عام 1985.
شغل منصب مفتش في العديد من مراكز الشرطة في فيانغودا وكيلينوشي وراغاما ويليكادا وويرانغولا. في عام 2008 تم تعيينه مديرًا لقسم الجرائم في كولومبو. [3] تمت ترقيته إلى كبير المفتشين في ديسمبر 2011. كان يعتبر أيضًا مطربًا مشهورًا في الثمانينيات والتسعينيات. غنى ماغا كيريلي في برنامج تلفزيوني حظي بشعبية كبيرة بين سكان الريف.
تم القبض على أنورا في عام 2016 لحجبه الأدلة المتعلقة بقضية قتل لاعب اتحاد الرجبي الشهير وسيم ثيدين. في عام 2019 تم إطلاق سراحه بكفالة نقدية بقيمة مليون روبية لعلاقته بقتل ثاجدين. في فبراير 2021 تم تأجيل القضية المرفوعة ضد أنورا إلى 31 مايو 2021 بسبب مرضه. ومع ذلك توفي سيناناياكي في 26 فبراير 2021 بسبب مرض عضال ومن السرطان.